# Arboricultura

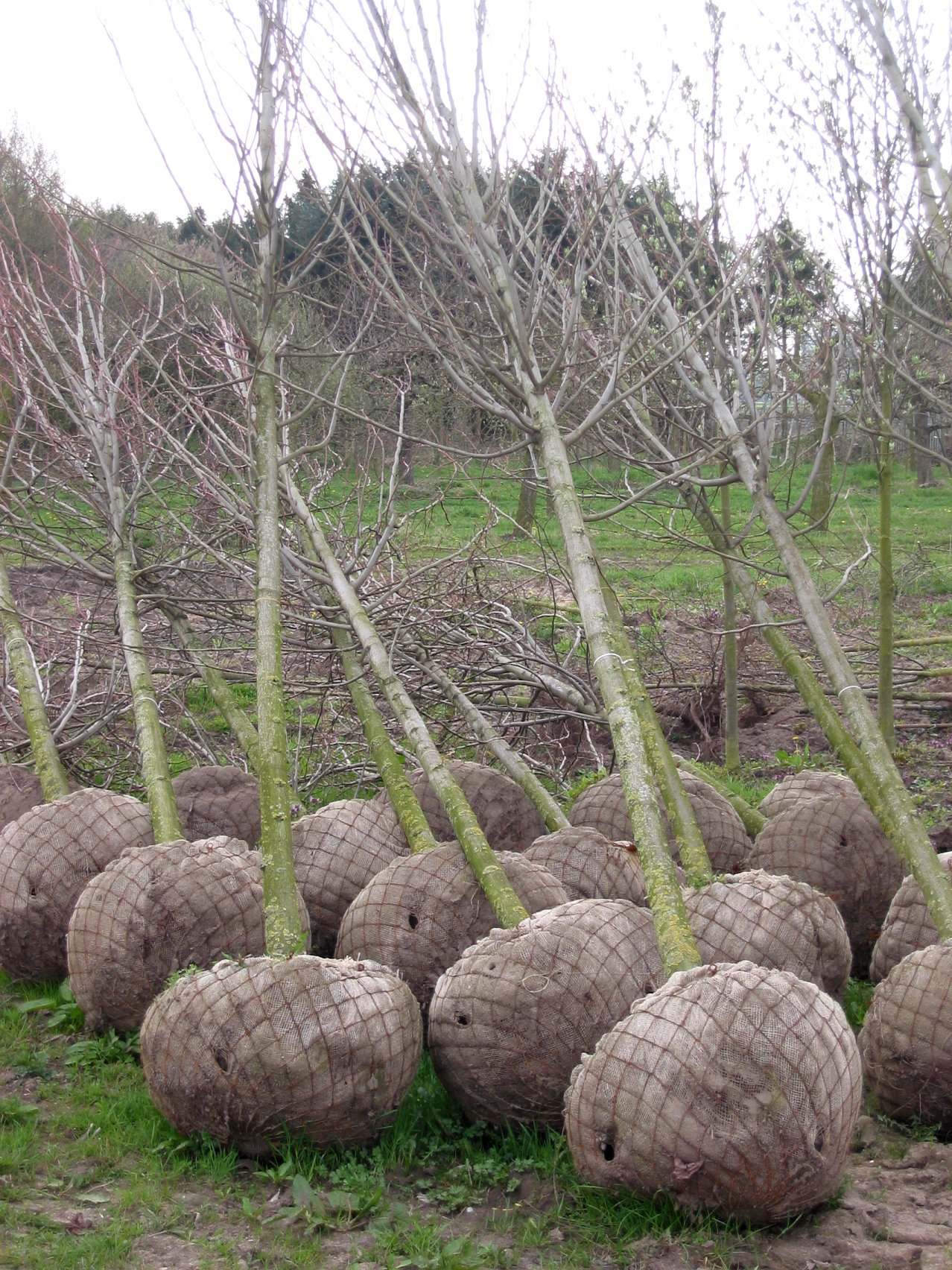
Arbres llestos per ser trasplantats.

L'arboricultura és branca de l'agricultura que s'ocupa del conreu i l'aprofitament dels vegetals llenyosos.
La disciplina inclou l'estudi de la fisiologia vegetal, com els arbres responen al seu medi ambient (pedologia, climatologia) i diferents tècniques de manteniment.
L'arboricultor té com a activitat principal l'atenció de diversos arbres com la mida o els tractaments fitosanitaris (resistència a plagues i patògens). També pot funcionar com a selecció.
L'arboricultura es distingeix de la silvicultura en el fet que la silvicultura és una producció de massa forestal : la silvicultura gestiona el suport mentre que l'arboricultor gestiona cada arbre individualment.
Es podria dir que l'arboricultura és la silvicultura que l'horticultura és l'agricultura.

## Tipus
Hi ha dos tipus principals d'arboricultura:
- la fructicultura que requereix les habilitats necessàries per al manteniment d'arbres fruiters i la producció de fruits a l'hort,
- la dels arbres ornamentals per a l'espai públic o privat.

Si es produeixen plàntules d'arbres, es parla més aviat de viver d'arbres, que és l'horticultura i/o moltes espècies d'arbres per a la producció i collita de fusta, que és la silvicultura.